# کتیپرامین
کتیپرامین (G-35,259)، که با نام‌های کتیمیپرامین یا کتوایمی‌پرامین نیز شناخته می‌شود، یک داروی ضدافسردگی سه‌حلقه‌ای (TCA) است که آزمایشات بالینی آن برای درمان افسردگی در دهه ۱۹۶۰ انجام شد اما هرگز به بازار عرضه نشد. ساختار شیمیایی آن مشابه ایمی پرامین است با این تفاوت که یک گروه کتون به حلقه آزپین آن اضافه شده‌است. این دارو به عنوان یک ضد افسردگی تأثیر گذاری تقریباً معادل با ایمی‌پرامین دارد.